# Corno Grande
Corno Grande je nejvyšší hora Apeninského poloostrova a horského systému Apenin. Nachází se v centrální části Apenin (ve Středních Apeninách), v masivu Gran Sasso, v Abruzzu. Pod jeho vrcholem leží nejjižnější ledovec v Evropě (Ghiacciaio del Calderone). Corno Grande je součástí Národního parku Gran Sasso e Monti della Laga.

## Název
Jméno pochází z italštiny a znamená „velký roh“.

## Prvovýstup
Prvním člověkem, který na horu vystoupil byl podle historických pramenů Francesco De Marchi. Stalo se tak v roce 1573.